# Paraliparis mandibularis
Paraliparis mandibularis är en fiskart som beskrevs av Kido, 1985. Paraliparis mandibularis ingår i släktet Paraliparis och familjen Liparidae. Inga underarter finns listade i Catalogue of Life.